# ميك تشانون
مايكل روجر شانون (بالإنجليزية: Mick Channon)‏ (مواليد 28 نوفمبر 1948) هو لاعب كرة قدم إنجليزي محترف سابق لعب كمهاجم، وأبرزها ساوثامبتون، ومضى لتمثيل المنتخب الوطني الإنجليزي في السبعينيات. سجل أكثر من 250 هدفا في مسيرته، وأصبح معروفا أيضا باحتفال هدف الطاحونة. أصبح شانون فيما بعد مدربًا ناجحًا لسباق الخيل.

## روابط خارجية
- ميك تشانون على موقع الاتحاد الأوربي (الإنجليزية)
- ميك تشانون على موقع قاعدة بيانات كرة القدم.إي يو (الإنجليزية)
- ميك تشانون على موقع ناشيونال فوتبول تيمز (الإنجليزية)